# Алжир на летних Олимпийских играх 1996
Алжир на летних Олимпийских играх 1996 представляли 39 мужчин и 6 женщин, принявшие участие в соревнованиях по боксу, борьбе, гандболу, гребле, дзюдо, лёгкой атлетике, плаванию, тяжёлой атлетике и фехтованию. Спортсмены Алжира завоевали три медали (2 золотые и 1 бронзовую), две из которых оказались на счету боксеров.

## Медали

### Золото
| Золото |                  |                                 |
| №      | Спортсмены       | Вид спорта (дисциплина)         |
| 1      | Нуреддин Морсели | Лёгкая атлетика (бег на 1500 м) |
| 2      | Хосин Солтани    | Бокс (до 60 кг)                 |

### Бронза
| Бронза |                |                         |
| №      | Спортсмены     | Вид спорта (дисциплина) |
| 1      | Мохамед Бахари | Бокс (до 75 кг)         |

## Результаты

### Академическая гребля
Спортсменов — 1
Женщины
| Спортсмен   | Соревнования | Отборочные гонки | Отборочные гонки | Дополнительная гонка | Дополнительная гонка | Полуфинал | Полуфинал | Финал   | Финал       |
| Спортсмен   | Соревнования | Время            | Место            | Время                | Место                | Время     | Место     | Время   | Место       |
| ----------- | ------------ | ---------------- | ---------------- | -------------------- | -------------------- | --------- | --------- | ------- | ----------- |
| Самия Хиреш | Одиночка     | 9:08,31          | 5                | 9:28,41              | 5                    |           |           | 9:09,92 | 5 (финал С) |

### Бокс
Спортсменов - 6
| Спортсмен          | Категория  | 1/16                                                | 1/8                                              | Четвертьфиналы                 | Полуфиналы                                           | Финал                                          | Место |
| Спортсмен          | Категория  | Соперник Результат                                  | Соперник Результат                               | Соперник Результат             | Соперник Результат                                   | Соперник Результат                             | Место |
| ------------------ | ---------- | --------------------------------------------------- | ------------------------------------------------ | ------------------------------ | ---------------------------------------------------- | ---------------------------------------------- | ----- |
| Мехди Ассус        | До 51 кг   | Говард Герео (PNG) Поб. 11:4                        | Омар Андрес Нарваэс (ARG) Поб. 20:4              | Золтан Лунка (GER) Пор. 6:19   | Завершил выступление                                 | Завершил выступление                           | 5     |
| Абдель Азиз Булехи | До 54 кг   | Агатангелос Цирипидис (GRE) Поб. 10:6               | Раимкуль Малахбеков (RUS) Пор. нокаут в 3 раунде | Завершил выступление           | Завершил выступление                                 | Завершил выступление                           | 9     |
| Нузеддин Маджхуд   | До 57 кг   | Лоренцо Арагон (CUB) Пор. 6:9                       | Завершил выступление                             | Завершил выступление           | Завершил выступление                                 | Завершил выступление                           | 17    |
| Хосин Солтани      | До 60 кг   | Вахдеттин Ишсевер (TUR) Поб. 14:2                   | Анальдо Нуньез (BRA) Поб. 11:1                   | Су-Юнг Шин (KOR) Поб. 16:10    | Леонард Дорофтей (ROU) Поб. 9:6                      | Тончо Тончев (BUL) Поб. 3:3 (По решению судей) |       |
| Мохамед Аллалу     | До 63,5 кг | Питер Булинга (KEN) Поб. 17:3                       | Яцек Биелски (POL) Поб. 19:8                     | Фетхи Миссауи (TUN) Пор. 15:16 | Завершил выступление                                 | Завершил выступление                           | 5     |
| Мохамед Бахари     | До 75 кг   | Маркус Томас (BAR) Поб. Остановлен во втором раунде | Акакий Какауридзе (GEO) Поб. 8:5                 | Брайан Мэги (IRL) Поб. 15:9    | Малик Бейлероглу (TUR) Пор. 11:11 (По решению судей) | Завершил выступление                           |       |

### Борьба
Спортсменов — 2
Вольный стиль
| Спортсмен     | Категория | 1/16                             | 1/8                | Четвертьфиналы     | Полуфиналы         | Доп. раунд 1                   | Доп. раунд 2                  | Финал                | Место |
| Спортсмен     | Категория | Соперник Результат               | Соперник Результат | Соперник Результат | Соперник Результат | Соперник Результат             | Соперник Результат            | Соперник Результат   | Место |
| ------------- | --------- | -------------------------------- | ------------------ | ------------------ | ------------------ | ------------------------------ | ----------------------------- | -------------------- | ----- |
| Омар Кеджауэр | До 52 кг  | Владимир Тогузов (UKR) пор. 0:10 | Не прошёл          | Не прошёл          | Не прошёл          | Виктор Родригес (MEX) поб. 2:0 | Метин Топакташ (TUR) пор. 0:3 | Завершил выступление | 14    |

Греко-римский стиль
| Спортсмен     | Категория | 1/16                             | 1/8                | Четвертьфиналы     | Полуфиналы         | Доп. раунд 1                 | Доп. раунд 2         | Финал                | Место |
| Спортсмен     | Категория | Соперник Результат               | Соперник Результат | Соперник Результат | Соперник Результат | Соперник Результат           | Соперник Результат   | Соперник Результат   | Место |
| ------------- | --------- | -------------------------------- | ------------------ | ------------------ | ------------------ | ---------------------------- | -------------------- | -------------------- | ----- |
| Юсеф Бугуэрра | До 74 кг  | Такамицу Катаяма (JPN) пор. 2:13 | Не прошёл          | Не прошёл          | Не прошёл          | Стоян Стоянов (BUL) пор. 0:5 | Завершил выступление | Завершил выступление | 16    |

### Гандбол
Спортсменов - 16
Мужчины
Состав команды
| Имя                 | Игры    | Мячи    |
| Вратари             | Вратари | Вратари |
| ------------------- | ------- | ------- |
| Амар Дауд           | 6       | 0       |
| Карим Эль-Махуаб    | 6       | 0       |
| Полевые игроки      |         |         |
| Салим Абес          | 6       | 3       |
| Редуан Аошрия       | 5       | 10      |
| Бегуаш Бен Али      | 6       | 11      |
| Абделджалил Буанани | 1       | 0       |
| Махмуд Буаник       | 1       | 3       |
| Мохамед Бузиан      | 5       | 13      |
| Рабах Герби         | 5       | 4       |
| Софьян Ламали       | 5       | 12      |
| Абдельгани Лукиль   | 5       | 15      |
| Салим Неджель-Хамму | 6       | 20      |
| Набиль Руабхи       | 2       | 0       |
| Редуан Сайди        | 5       | 23      |
| Ашур Хасни          | 6       | 3       |
| Софьян Халлфаллах   | 2       | 4       |

Групповой этап:
| 24 июля 1996 | Египет                       | 19:16 | Алжир                                                                                    |  |
| 24 июля 1996 | Счёт по половинам: 7:9, 12:7 |       |                                                                                          |  |
| 24 июля 1996 |                              | Голы  | Сайди - 5, Буаник - 3, Аошрия, Бен Али - по 2, Герби, Луки, Неджель-Хамму, Хасни - по 1. |  |

| 25 июля 1996 | Франция                         | 33:22 | Алжир                                                                                               |  |
| 25 июля 1996 | Счёт по половинам: 13:10, 20:12 |       | |  |
| 25 июля 1996 |                                 | Голы  | Ламали - 5, Неджель-Хамму, Сайди - по 4, Аошрия, Бен Али, Герби - по 2, Абес, Бузиан, Хасни - по 1. |  |

| 27 июля 1996 | Испания                      | 20:14 | Алжир                                                                                    |  |
| 27 июля 1996 | Счёт по половинам: 12:5, 8:9 |       |                                                                                          |  |
| 27 июля 1996 |                              | Голы  | Халлфаллах - 3, Бен Али, Бузиан, Ламали, Неджель-Хамму - по 2, Абес, Герби, Луки - по 1. |  |

| 29 июля 1996 | Германия                        | 25:23 | Алжир                                                                              |  |
| 29 июля 1996 | Счёт по половинам: 13:12, 12:11 |       |                                                                                    |  |
| 29 июля 1996 |                                 | Голы  | Сайди - 6, Аошрия, Бен Али, Луки - по 4, Неджель-Хамму - 3, Бузиан, Ламали - по 1. |  |

| 31 июля 1996 | Бразилия                      | 20:20 | Алжир                                                                                      |  |
| 31 июля 1996 | Счёт по половинам: 11:9, 9:11 |       |                                                                                            |  |
| 31 июля 1996 |                               | Голы  | Луки, Неджель-Хамму - по 5, Бузиан - 4, Сайди - 2, Абес, Ламали, Халлфаллах, Хасни - по 1. |  |

Положение команд
| Место | Команда  | В | Н | П | МЗ  | МП  | МР  | Очки |
| ----- | -------- | - | - | - | --- | --- | --- | ---- |
| 1     | Франция  | 4 | 0 | 1 | 145 | 114 | +31 | 8    |
| 2     | Испания  | 4 | 0 | 1 | 114 | 97  | +17 | 8    |
| 3     | Египет   | 3 | 0 | 2 | 113 | 103 | +10 | 6    |
| 4     | Германия | 3 | 0 | 2 | 121 | 112 | +9  | 6    |
| 5     | Алжир    | 0 | 1 | 4 | 95  | 117 | −22 | 1    |
| 6     | Бразилия | 0 | 1 | 4 | 100 | 145 | −45 | 1    |

Матч за 9-10 места
| 2 августа 1996 | США                                                       | 27:26 | Алжир                                                                                   |  |
| 2 августа 1996 | Счёт по половинам: 12:10, 10:12 Дополнительное время: 5:4 |       |                                                                                         |  |
| 2 августа 1996 |                                                           | Голы  | Сайди - 6, Бузиан, Неджель-Хамму - по 5, Луки - 4, Ламали - 3, Аошрия - 2, Бен Али - 1. |  |

### Дзюдо
Спортсменов — 6
Мужчины
| Спортсмен          | Категория   | 1/16                                | 1/8                                | Четвертьфинал                    | Полуфинал            | Финал                | Первый доп. раунд    | Утешительный четвертьфинал         | Утешительный полуфинал | За 3 место Финал     |
| Спортсмен          | Категория   | Соперник Результат                  | Соперник Результат                 | Соперник Результат               | Соперник Результат   | Соперник Результат   | Соперник Результат   | Соперник Результат                 | Соперник Результат     | Соперник Результат   |
| ------------------ | ----------- | ----------------------------------- | ---------------------------------- | -------------------------------- | -------------------- | -------------------- | -------------------- | ---------------------------------- | ---------------------- | -------------------- |
| Амар Мериджа       | До 60 кг    | Роман Новачек (CZE) поб. иппон      | Роберто Навейра (ESP) поб. вазаари | Тадахиро Номура (JPN) пор. иппон | Не прошёл            | Не прошёл            | Не прошёл            | Николай Ожегин (RUS) пор. кока     | Закончил выступление   | Закончил выступление |
| Абдельхаким Харкат | До 71 кг    | Франциско Родригес (PUR) поб. иппон | Кэндзо Накамура (JPN) пор. иппон   | Не прошёл                        | Не прошёл            | Не прошёл            | Не прошёл            | Томас Шлейгер (AUT) пор. юсей-гачи | Закончил выступление   | Закончил выступление |
| Лиес Шерифи        | До 78 кг    | Муса Сулейман (NGR) поб. иппон      | Владимир Шмаков (UZB) пор. иппон   | Закончил выступление             | Закончил выступление | Закончил выступление | Закончил выступление | Закончил выступление               | Закончил выступление   | Закончил выступление |
| Камель Ларби       | Свыше 95 кг | Эрик Кригер (AUT) пор. иппон        | Закончил выступление               | Закончил выступление             | Закончил выступление | Закончил выступление | Закончил выступление | Закончил выступление               | Закончил выступление   | Закончил выступление |

Женщины
| Спортсмен     | Категория | 1/16                           | 1/8                            | Четвертьфиналы     | Полуфиналы         | Финал              | Первый доп. раунд  | Утешительный четвертьфинал         | Утешительный полуфинал          | За 3 место Финал              |
| Спортсмен     | Категория | Соперник Результат             | Соперник Результат             | Соперник Результат | Соперник Результат | Соперник Результат | Соперник Результат | Соперник Результат                 | Соперник Результат              | Соперник Результат            |
| ------------- | --------- | ------------------------------ | ------------------------------ | ------------------ | ------------------ | ------------------ | ------------------ | ---------------------------------- | ------------------------------- | ----------------------------- |
| Салима Суакри | До 48 кг  | Хюлия Шениюрт (TUR) поб. иппон | Амарилис Савон (CUB) пор. кока | Не прошла          | Не прошла          | Не прошла          |                    | Хиллари Вольф (USA) поб. юсей-гачи | Татьяна Москвина (RUS) поб. чуй | Иоланда Солер (ESP) пор. шидо |
| Линда Мекзин  | До 52 кг  | Шэрон Рендл (GBR) поб. иппон   | Эва Краузе (POL) пор. иппон    | Не прошла          | Не прошла          | Не прошла          |                    | Альмудена Муньос (ESP) пор. иппон  | Закончила выступление           | Закончила выступление         |

### Лёгкая атлетика
Спортсменов — 8
Мужчины
| Спортсмен        | Соревнование | Забег             | Забег  | Четвертьфинал | Четвертьфинал | Полуфинал | Полуфинал | Финал     | Финал     |
| Спортсмен        | Соревнование | Результат         | Место  | Результат     | Место         | Результат | Место     | Результат | Место     |
| ---------------- | ------------ | ----------------- | ------ | ------------- | ------------- | --------- | --------- | --------- | --------- |
| Амар Хесини      | 400 м        | дисквалифицирован | -      | Не прошёл     | Не прошёл     | Не прошёл | Не прошёл | Не прошёл | Не прошёл |
| Адем Хесини      | 800 м        | 1:47.23           | 23     | Не прошёл     | Не прошёл     | Не прошёл | Не прошёл | Не прошёл | Не прошёл |
| Нуреддин Морсели | 1500 м       | 3:41,95           | 30 (Q) |               |               | 3:32,88   | 1 (Q)     | 3:35,78   |           |
| Ахмед Крама      | 1500 м       | 3:42.09           | 35     | Не прошёл     | Не прошёл     | Не прошёл | Не прошёл | Не прошёл | Не прошёл |
| Реда Бензин      | 5000 м       | 14:03.06          | 24 (Q) |               |               | 13:37.52  | 8 (q)     | 13:42.34  | 13        |
| Айсса Белаут     | 5000 м       | 13:51.96          | 5 (Q)  |               |               | 14:04.56  | 15 (Q)    | 14:06.52  | 15        |

Женщины
| Спортсмен          | Соревнование | Забег     | Забег  | Четвертьфинал | Четвертьфинал | Полуфинал | Полуфинал | Финал     | Финал     |
| Спортсмен          | Соревнование | Результат | Место  | Результат     | Место         | Результат | Место     | Результат | Место     |
| ------------------ | ------------ | --------- | ------ | ------------- | ------------- | --------- | --------- | --------- | --------- |
| Нурия Мерах-Бенида | 800 м        | 2:02.44   | 19     | Не прошла     | Не прошла     | Не прошла | Не прошла | Не прошла | Не прошла |
| Хассиба Булмерка   | 1500 м       | 4:09.96   | 11 (Q) |               |               | 4:23.86   | 23        | Не прошла | Не прошла |

### Плавание
Спортсменов - 1
Мужчины
| Спортсмен  | Соревнование         | Предварительные заплывы | Предварительные заплывы | Полуфиналы | Полуфиналы | Финал     | Финал     |
| Спортсмен  | Соревнование         | Результат               | Место                   | Результат  | Место      | Результат | Место     |
| ---------- | -------------------- | ----------------------- | ----------------------- | ---------- | ---------- | --------- | --------- |
| Салим Илес | 50 м вольным стилем  | 23.61                   | 36                      | Не прошёл  | Не прошёл  | Не прошёл | Не прошёл |
| Салим Илес | 100 м вольным стилем | 50.87                   | 25                      | Не прошёл  | Не прошёл  | Не прошёл | Не прошёл |
| Салим Илес | 200 м вольным стилем | 1:54.10                 | 31                      | Не прошёл  | Не прошёл  | Не прошёл | Не прошёл |

### Тяжёлая атлетика
Спортсменов - 3
| Категория | Спортсмен          | Масса | Рывок | Рывок | Рывок | Толчок | Толчок | Толчок | Всего | Место |
| Категория | Спортсмен          | Масса | 1     | 2     | 3     | 1      | 2      | 3      | Всего | Место |
| --------- | ------------------ | ----- | ----- | ----- | ----- | ------ | ------ | ------ | ----- | ----- |
| 64 кг     | Аззедин Басбас     | 63,76 | 120   | 125   | 125   | 160    | 160    | 160    | 280   | 24    |
| 64 кг     | Фуад Бузенада      | 63,98 | 115   | 120   | 120   | 147.5  | 152.5  | 152.5  | 267.5 | 29    |
| 70 кг     | Абдель Манан Яхауи | 69,62 | 145   | 150   | 152.5 | 180    | 185    | 187.5  | 335   | 5     |

### Фехтование
Спортсменов — 2
Мужчины
| Спортсмен               | Соревнование         | 1/32                               | 1/16                 | 1/8                  | Четвертьфинал        | Полуфинал            | Матч за 3-е место    | Финал                | Место |
| Спортсмен               | Соревнование         | Соперник Результат                 | Соперник Результат   | Соперник Результат   | Соперник Результат   | Соперник Результат   | Соперник Результат   | Соперник Результат   | Место |
| ----------------------- | -------------------- | ---------------------------------- | -------------------- | -------------------- | -------------------- | -------------------- | -------------------- | -------------------- | ----- |
| Рауф Салим Бернауи (39) | Индивидуальная сабля | Михай Ковалиу (ROU) (26) пор. 7:15 | Закончил выступление | Закончил выступление | Закончил выступление | Закончил выступление | Закончил выступление | Закончил выступление | 40    |

Женщины
| Спортсмен         | Соревнование              | 1/32                           | 1/16                  | 1/8                   | Четвертьфинал         | Полуфинал             | Матч за 3-е место     | Финал                 | Место |
| Спортсмен         | Соревнование              | Соперник Результат             | Соперник Результат    | Соперник Результат    | Соперник Результат    | Соперник Результат    | Соперник Результат    | Соперник Результат    | Место |
| ----------------- | ------------------------- | ------------------------------ | --------------------- | --------------------- | --------------------- | --------------------- | --------------------- | --------------------- | ----- |
| Фериал Салхи (38) | Рапира. Личное первенство | Лян Цзюнь (CHN) (27) пор. 7:15 | Закончила выступление | Закончила выступление | Закончила выступление | Закончила выступление | Закончила выступление | Закончила выступление | 37    |